# Forèsia

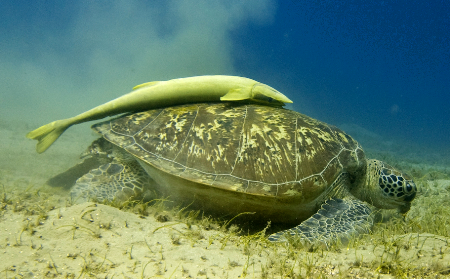
Rèmora fixada a una tortuga careta.

La forèsia és un tipus de relació que s'estableix entre dos organismes en la qual un organisme viu a sobre d'un altre i, per tant, és transportat per aquest. Etimològicament forèsia significa "ésser transportat per un altre". Exemples de forèsia són els mol·luscs que viuen incrustats a la pell de grans cetacis o a les closques de les tortugues marines. Altres casos de forèsia més estranys són la incrustació de certs tipus d'esponja a la pell d'escorpènids, oferint-los així cert mimetisme en l'entorn.